# Babar Iqbal
Babar Iqbal (em urdu:  بابراقبال‎; nascido em 2 de março de 1997 em Dera Ismail Khan, Khyber Pakhtunkhwa, Paquistão) é um desenvolvedor na área de tecnologia da informação, que começou a trabalhar na área aos cinco anos de idade. 
Recebeu diversas premiações pela Microsoft Certified Professional (MCP), a primeira delas aos nove anos, além dos prêmios CIWA, CWNA, MSP e MCTS em .NET 3.5 aos 12 anos de idade.
Seu projeto de pesquisa foi aceito pela oitava IEEE International Conference on Innovations in Information Technology (Innovations'12)